# Miłosz Redzimski
Miłosz Redzimski (ur. 10 września 2006) – polski tenisista stołowy, olimpijczyk z Paryża 2024, mistrz Europy do lat 21. Indywidualny mistrz Polski seniorów z 2025 roku.

## Udział w zawodach międzynarodowych
| Impreza                 | Rok  | Miejsce     | Konkurencja       | Partner(ka)  | Wynik       |                      |      |       |        |   |             |
| ----------------------- | ---- | ----------- | ----------------- | ------------ | ----------- | -------------------- | ---- | ----- | ------ | - | ----------- |
| Impreza                 | Rok  | Miejsce     | Konkurencja       | Partner(ka)  | Wynik       | Igrzyska olimpijskie | 2024 | Paryż | singel | — | 1/32 finału |
| Mistrzostwa świata      | 2022 | Chengdu     | turniej drużynowy | —            | 1/16 finału |                      |      |       |        |   |             |
| Mistrzostwa świata      | 2024 | Pusan       | turniej drużynowy | —            | 1/16 finału |                      |      |       |        |   |             |
| Mistrzostwa Europy U-21 | 2022 | Kluż-Napoka | singel            | —            | 03 !        |                      |      |       |        |   |             |
| Mistrzostwa Europy U-21 | 2023 | Sarajewo    | singel            | —            | 01 !        |                      |      |       |        |   |             |
| Mistrzostwa Europy U-21 | 2023 | Sarajewo    | gra mieszana      | Anna Brzyska | 03 !        |                      |      |       |        |   |             |
| Mistrzostwa Europy U-21 | 2024 | Skopje      | singel            | —            | 01 !        |                      |      |       |        |   |             |
| Mistrzostwa Europy U-21 | 2024 | Skopje      | gra podwójna      | Maciej Kubik | 01 !        |                      |      |       |        |   |             |